# Antonio de Scaramelli
Antonio de Scaramelli (Venezia, ... – ...; fl. XIX secolo) è stato uno scienziato italiano del XIX secolo.

Appendice al paragrandinatore, 1824
(Fondazione Mansutti, Milano).

È inventore della bussola in una capsula di ferro, di cui si conserva un esemplare presso l'Arsenale di Venezia. Lo strumento serviva a rimuovere l'influenza delle masse ferree esterne dall'ago magnetico. È anche autore del saggio L'osservatore stradale nelle lagune venete e nella terraferma e di una Appendice al paragrandinatore (1824).
Scaramelli prese parte alla polemica sui sistemi di prevenzione contro i fulmini e la grandine, che coinvolse anche Angelo Bellani, Paolo Beltrami, Giuseppe Demongeri, Alexandre Lapostolle, Le Normand, Giovanni Majocchi, Gaetano Melandri Contessi, Pietro Molossi, Giovanni Battista Nazari, Francesco Orioli, Charles Richardot, Charles Tholard e Alessandro Volta. Le compagnie assicurative usarono questi studi per valutare rischi e premi per i campi agricoli.